# Mohamed Mohattane
Mohamed Mohattane est né en 1950 à M'rirt, dans la Province de Khénifra.

## Parcours
- Il est titulaire d'un Doctorat 3e cycle en sciences économiques et d'un diplôme d'études supérieures spécialisées en analyse et évaluation des projets d'investissements de l'Université des sciences et techniques de Lille.

- Il est depuis 1978 professeur au Département des Sciences Économiques à l'Université Mohammed V, Rabat.

- Expert auprès de la FAO, du PNUD et d'autres organismes nationaux et internationaux, M.Mohattane a été chargé de mission auprès du Conseil National de la Jeunesse et de l'Avenir et Conseiller du ministre de l'Énergie et des Mines.

- Ancien Secrétaire général du Groupement d'études et de Recherches sur la Méditerranée, il a été également Secrétaire Permanent de la Conférence ministérielle sur la Coopération halieutique entre les États africains riverains de l'Océan Atlantique, dont le Maroc assure le Secrétariat Permanent et abrite le siège.

- En juin 2004, il a été nommé par le Roi, secrétaire d'État auprès du ministre de l'Agriculture, du Développement Rural et des Pêches maritimes, chargé du Développement rural.

- Il a participé à de nombreux colloques et séminaires, et mené plusieurs travaux de recherche dans les domaines économique et social, dont des travaux portant sur la liaison fixe Maroc-Espagne.